# Rhinocheilus
Rhinocheilus – rodzaj węży z podrodziny Colubrinae w rodzinie połozowatych (Colubridae).

## Zasięg występowania
Rodzaj obejmuje gatunki występujące w Stanach Zjednoczonych i Meksyku.  

## Systematyka

### Etymologia
Rhinocheilus: gr. ῥις  rhis, ῥινος rhinos „nos”; χειλος kheilos „brzeg, krawędź, skraj”.

### Podział systematyczny
Do rodzaju należą następujące gatunki: 
- Rhinocheilus antonii
- Rhinocheilus etheridgei
- Rhinocheilus lecontei